# Побиття Святого Стефана
«Побиття Святого Стефана»- перша підписана картина голландського художника Рембрандта ван Рейна, яку він написав в 1625 році у віці 19 років.Нині картина зберігається в Ліонському музеї красних мистецтв.
Твір натхненний мученицькою смертю Стефана, про якого розповідається в Дії апостолів. Цей молодий диякон у християнській громаді Єрусалиму був засуджений до смерті через побиття камінням.

## Опис картини
На картині зображено момент, коли близько двадцяти катів б'ють камінням Стефана, який на колінах вимовляє свої останні слова, звернені в небо, тоді як світло падає на нього, що означає готовність небес прийняти його душу.

## Вплив інших художників
Картина зазнала впливу мистецтва Мікеланджело да Караваджо та Адама Ельсгаймера.